# Romualdas Juška
Romualdas Juška (oroszul: Ромуальдас Зигмович Юшка) (Kvedarna, 1942. február 1. –) szovjet-litván labdarúgó, nemzetközi labdarúgó-játékvezető. Polgári foglalkozása tanár.

## Pályafutása

### Labdarúgóként
1959-1973 között csatár poszton aktív labdarúgó volt. Žalgiris Vilnius játékosaként 1970-ben Litvániában az Év játékosa címmel tüntették ki.

### Labdarúgó-játékvezetőként

#### Nemzeti játékvezetés
A játékvezetői vizsgát 1975-ben tette le, 1975-ben kiemeltként a szovjet labdarúgó bajnokság játékvezetője lett. 1989-ig szovjet, 1994-1995 között a litván női liga játékvezetője. Első ligás mérkőzéseinek száma: 147.

#### Nemzetközi játékvezetés
A Szovjet Labdarúgó-szövetség Játékvezető Bizottsága (JB) terjesztette fel nemzetközi játékvezetőnek, a Nemzetközi Labdarúgó-szövetség (FIFA) 1979-től tartotta nyilván bírói keretében. Több nemzetek közötti válogatott és klubmérkőzést vezetett. A szovjet nemzetközi játékvezetők rangsorában, a világbajnokság-Európa-bajnokság sorrendjében többedmagával a 14. helyet foglalja el 3 találkozó szolgálatával. Az aktív nemzetközi játékvezetéstől 1985-ben búcsúzott. Nemzetközi mérkőzéseinek száma: 40.

#### =U20-as labdarúgó-világbajnokság
Mexikó rendezte a 4., az 1983-as ifjúsági labdarúgó-világbajnokságot, ahol a FIFA JB hivatalnokként foglalkoztatta.
| Időpont         | Helyszín                   | Mérkőzés típusa              | Mérkőzés               | Eredmény | Nézők száma |
| --------------- | -------------------------- | ---------------------------- | ---------------------- | -------- | ----------- |
| 1983. június 4. | Cuauhtémoc Stadion, Puebla | csoportmérkőzés (C. csoport) | Csehszlovákia–Ausztria | 4 : 0    | 21 112      |

##### Európa-bajnokság
Az európai-labdarúgó torna döntőjéhez vezető úton Franciaországba a VII., az 1984-es labdarúgó-Európa-bajnokságra az UEFA JB játékvezetőként foglalkoztatta.

###### Selejtező mérkőzés
| Időpont           | Helyszín                         | Mérkőzés típusa           | Mérkőzés                   | Eredmény | Nézők száma |
| ----------------- | -------------------------------- | ------------------------- | -------------------------- | -------- | ----------- |
| 1983. április 27. | Idrætsparken Stadion, Koppenhága | előselejtező (3. csoport) | Dánia–Görögország          | 1 : 0    | 33 710      |
| 1983. október 12. | Mayis Stadion, Ankara            | előselejtező (6. csoport) | Törökország–Észak-Írország | 1 : 0    | 21 096      |

###### Európa-bajnoki mérkőzés
| Időpont          | Helyszín                   | Mérkőzés típusa        | Mérkőzés        | Eredmény | Nézők száma |
| ---------------- | -------------------------- | ---------------------- | --------------- | -------- | ----------- |
| 1984. június 14. | Meinau Stadion, Strasbourg | selejtező (B. csoport) | Portugália–NSZK | 0 : 0    | 47 950      |

## Sportvezetőként
A Litván labdarúgó-szövetség JB ellenőre.

## Sikerei, díjai
1969-ben a Szovjetunió sportjának mestere kitüntető címben részesült. A Szovjetunióban elismerésül, a 100 első osztályú bajnoki mérkőzés vezetését követően arany jelvényt kaptak a játékvezetők. Négy alkalommal, 1980-ban, 1987-ben, 1988-ban és 1989-ben az Év Játékvezetője elismerést érdemelte ki.